# آلة موسيقية إلكترونية

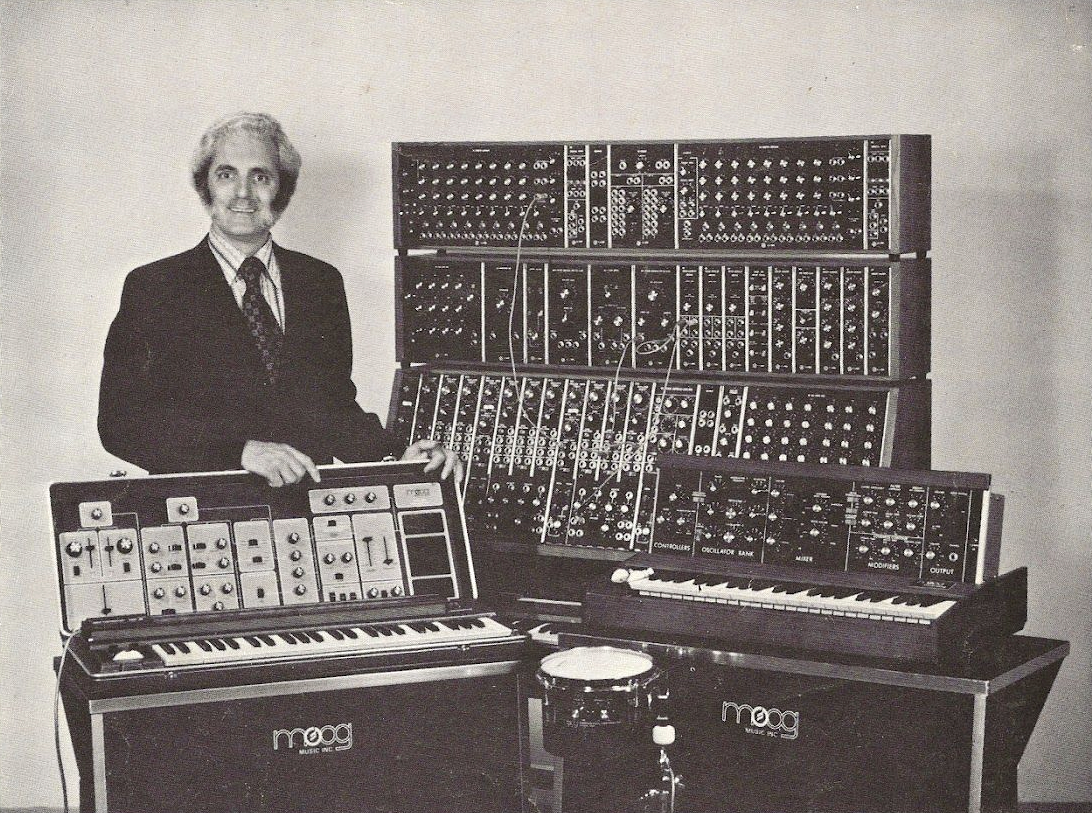
إحدى الآلات الموسيقية الإلكترونية

آلة موسيقية إلكترونية (بالإنجليزية: Electronic musical instrument)‏ هي آلة موسيقية تنتج الصوت باستخدام الدوائر الإلكترونية. يصدر مثل هذا الجهاز صوتا بإخراج إشارة صوتية كهربائية أو إلكترونية أو رقمية يتم توصيلها في النهاية بمضخم طاقة يعمل على تشغيل مكبر الصوت، مما يخلق الصوت الذي يسمعه المؤدي والمستمع.